# ガルマン・ガミラス帝国
ガルマン・ガミラス帝国（ガルマン・ガミラスていこく）は、アニメ作品「宇宙戦艦ヤマトシリーズ」に登場する恒星間国家。

## 概要
初出は『宇宙戦艦ヤマトIII』。それまでのシリーズにて登場していたガミラス帝国の後継国家。単に「ガルマン帝国」と呼ばれる場合もある。国家元首はデスラー総統。本星はガミラス星と同様に二重惑星（双子星）であり、もう一方の惑星をデスラーがイスカンダルのスターシャから名を取って「スターシャ」と命名している。ガミラス帝国と同様にデスラーを総統として仰ぐ独裁政治体制であるが、劇中で｢デスラーは総統に選ばれた｣と述べられており、国民の信任を得たうえでの総統であることをうかがわせている。新帝都（首都）にある総統府は「デスラーパレス」。
本国の方針では、地球やシャルバート星のように自国に敵意が無いと確認した星に対しては中立を認め、軍事侵攻を停止したり、自国が引き起こした損害の収拾を図るなどの行為を行っており、ボラー連邦と比べると穏健な部分が強調されている。ただし、前線部隊は中立国への独断侵攻や暴走兵器の放置などの不始末を劇中で引き起こしている。
初期設定での名称は「ゴア帝国」であり、描写にあたってはナチス・ドイツ的なイメージを持たされていた。

## 民族
住民はマゼランから移住してきたガミラス民族と、銀河中心部に元々暮らしていたガルマン民族の混成。
ガルマン民族はかつて外宇宙に進出するほどの国力を持っていたが、次第にその勢力も衰え、西暦2200年代ではボラー連邦の支配下に組み込まれ、奴隷のような扱いを受けていた。
ガミラス人は、外宇宙へ進出したガルマン民族の一支族の末裔である。ガルマン民族とガミラス民族の外観上の特徴に差異はない。

## 勢力圏
銀河系の中心部を含む広大な範囲を勢力圏に収める。
本星となるのは銀河系中心部核恒星系内にある惑星。エメラルド色に輝く星で、表面に無数のクレーターが存在する。首都はクレーター内にあり、総統府たるデスラーパレスを中心として広がった都市構造となっている。なお、『ヤマトIII』第16話予告までと『完結編』では、都市全体が半球状のカバーのようなものに覆われていた。なお、この都市には浮遊可能という設定があったが、本編では披露されていない。
衛星軌道上には、迎撃のための戦闘衛星が無数に設置されている。
前述の通り、惑星スターシャと二重惑星の関係にあるが、当惑星の居住者の有無は不明。
本星のある宙域は、宇宙空間が緑色になっている。
当時の公式ヤマト・ファンクラブ会報誌の記述によれば、この二連星はデスラーの命でガルマン・ガミラス建国にあたり新たな母星探しを命じられたヘルマイヤー少佐が発見したとのことである。
『宇宙戦艦ヤマト 黎明篇』では、銀河交叉によって壊滅的被害を受けたため、大マゼランへと遷都。銀河系には残留者の保護と支援活動のための総督府を残すのみで、銀河系の支配権は事実上消失している。

## 軍事力
ガミラスが滅んで久しいため、ガルマン・ガミラスの軍は大半が新たに編成されたものとなる。『黎明篇』では、ガルマン側にも「ガルマン解放軍」という反ボラーのレジスタンス組織が存在しており、それを吸収したことが語られている。
本星のある銀河系中心部を基点に、銀河系の各方面に侵攻している。大きく分けて東西南北の4つの軍が存在している。
艦艇は直線的なシルエットで、ガミラス艦と同様緑色を基調としているのが特徴であり、丸みを帯びたシルエットが多く紫色の艦体色を基調とするボラー艦とは対照的である。また、多くの艦艇が、白色彗星帝国の艦艇に装備されていた回転速射砲塔を主兵装としている。円盤形の艦橋を持つ艦も多い。
主戦力となっているのは新型艦が中心だが、旧ガミラス帝国時代の艦艇も一部では運用されている。

## 劇中での描写
建国
西暦2202年、暗黒星団帝国との戦いでガミラス星とイスカンダルを失ったデスラー総統は、ガミラス帝国の再建を目指し、第2のガミラス星となる惑星を探す流浪の旅を続けていた。そして、銀河系核恒星系でボラー連邦の支配下にあったガルマン民族を解放し、独立戦争をガミラス残存勢力で展開する。銀河系核恒星系のガルマン民族を統一し、ガルマン・ガミラス帝国を建国した。
銀河系大戦（宇宙戦艦ヤマトIII）
23世紀初頭、銀河系各方面へ侵略を進め、ボラー連邦と銀河系を二分する星間連合帝国に成長。建国紀元1周年を迎える。
しかし、デスラー個人崇拝を基本とする独裁体制側とマザー＝シャルバートを奉じる一部のガルマン人との間には深刻な対立が起こっており、弾圧されていたシャルバート信者が1周年記念祭に乗じて蜂起したため、新帝都デスラーパレスは戦場と化した。本星の防空体制もシャルバート信者の自爆テロにより機能不全になり、ボラー連邦のワープミサイルによる攻撃で危機状況に陥るが、ヤマトにより救われる。
地球とは東部方面軍の独断により当初敵対状態になるが、デスラーに事が露見したことで和解。同盟関係にこそないが、ある程度友好な関係を築き始める。その後、シャルバートを巡る争いで再び敵対しかけるが、シャルバートが高度な文明を捨て非戦の道へ進んだ事実を知ったデスラーが手を引いたため、直接戦闘は起こらなかった。
『ヤマトIII』最終話にてボラー連邦のベムラーゼ首相が太陽系での戦闘で戦死し、大戦も一つの転換点を迎えた。
赤色銀河の交差（宇宙戦艦ヤマト 完結編）
西暦2203年、異次元宇宙から現れた赤色銀河と銀河系の交差により、要部であった核恒星系に甚大な被害を受けたが、デスラーと一部の艦隊は辺境視察に出ていたため難を逃れ、ディンギル帝国の艦隊に囲まれるヤマトの救援に駆けつけ、首領であるルガール大神官大総統をデスラー砲で滅する。
その後の状況は不明で、続編の『宇宙戦艦ヤマト 復活篇』でも一切存在が語られていなかったが、『復活篇』から10年後に連載が始まった小説『アクエリアス・アルゴリズム 宇宙戦艦ヤマト 復活篇 第0部』（後に『宇宙戦艦ヤマト 黎明篇』として書籍化）にてその後が描かれた。
マゼランエクソダス（宇宙戦艦ヤマト 黎明篇）
銀河交差の影響による銀河系中心部の気象大変動が一向に収まらず、国力低下を招いたため、同様の苦境に立たされていたボラー連邦と休戦協定を結ぶ。そして西暦2205年に、勢力圏を銀河系からマゼラン星雲へ一時的に退避させる「マゼランエクソダス」という計画を実行し、大半の国民がマゼランへ移住する。しかし、銀河系の大部分を支配していた二大国の影響力が突然失われたため、銀河系に残留したガルマン系住民とボラー系住民の衝突やディンギル帝国残党のテロ活動など、各地で紛争が頻発することになる。
マゼランエクソダスの後も銀河系に残留する国民はおり、彼らの支援のために銀河系総督府を設置している。また、計画の実施にあたってガルマン・ガミラス政府は友好国である地球に旧ガルマン・ガミラス領の人々の安全保障を要請しており、地球がアマール国と国交を結ぶきっかけなどになった。
第1部では物語には関与せず、終盤で地球で行われた式典にガルマン・ガミラスの高官がボラーの高官とともに出席しているほか、デスラーが少し登場するのみ。
第2部ではとある人物の暗躍により、ボラー連邦との戦争が再開しそうになり、銀河系総督府が地球と連携して事態終息に奔走する。

## 主要人物
- デスラー - 総統。
- タラン - 総統副官。
- キーリング - 参謀総長。
- ガイデル - 東部方面軍司令長官。
- ダゴン - 東部方面軍第18機甲師団艦隊司令官、のち同第17空母艦隊司令官。
- ゲーレン - 東部方面軍第17空母艦隊二連三段空母艦長。
- フラーケン - 東部方面軍次元潜航艇艦隊司令。
- ヒステンバーガー - 西部方面軍司令長官。
- グスタフ - 北部方面艦隊司令官。
- フラウスキー - 技術少佐。
- ヘルマイヤー - 少佐・地質学者。

## 所有メカ

### 艦船
- 新型デスラー艦
- デスラー砲艦
- 二連三段空母
- 戦闘空母
- 円盤形白色旗艦
- 大型戦闘艦
- 中型戦闘艦
- グスタフ艦
- 惑星破壊ミサイル艦
- 駆逐艦
- 駆逐型デストロイヤー艦
- 工作母艦（フラウスキー少佐の艦）
- 調査船（ヘルマイヤー少佐の艦）

### 宇宙要塞
- 東部方面軍司令部要塞

### 航空機・宇宙艇
- 次元潜航艇
- 双胴戦闘機
- 重爆機
- 雷撃機
- 格闘宇宙戦闘機ゼーアドラーIII
- 反射板搭載機

### 兵器・関連技術
- デスラー砲
- ハイパーデスラー砲
- 惑星破壊プロトンミサイル
- 高圧直撃砲
- 新反射衛星砲
- 瞬間物質移送器

## リメイクアニメ
『宇宙戦艦ヤマト 新たなる旅立ち』のリメイク作品である『宇宙戦艦ヤマト2205 新たなる旅立ち』において、ガルマン星として先行登場。その後、『ヤマトよ永遠に』『宇宙戦艦ヤマトIII』のリメイク作品である『ヤマトよ永遠に REBEL3199』でガルマン・ガミラスとして登場する。
『2205』での登場の背景としては、脚本・シリーズ構成の福井晴敏によると、旧シリーズでは『新たなる旅立ち』からわずか数年で大帝国を築いたという駆け足気味の設定であったため、本シリーズでは『新たなる旅立ち』の物語と同時進行で起こっている出来事であることを明示して現実味を持たせ、さらに複数の事象が絡まることによって次の展開へ繋がるようにし、ヤマトシリーズの物語を大河ドラマのような形で成立するようにしたいという狙いがあったとのことである。

### 勢力圏（リメイクアニメ）
本シリーズでのガルマン星は銀河系の伴銀河であるいて座矮小楕円銀河に存在する星と設定されており、地球から見ると銀河赤道面の裏側、約7万光年の距離の位置にある。サレザー恒星系のガミラス星とイスカンダル星と同様に、双子星の片割れになっている。
ガルマン星の属する星系は「ガルマン星系」と呼ばれる。これはその星系内で政治的・文化的に中心となる星を星系名とするボラー連邦の命名則（太陽系の場合は「地球星系」になる）に合わせたため。
西暦2207年10月時点では、上記矮小銀河の一部を勢力圏としている。旧ガミラス帝国時代に有していた大小マゼラン銀河の勢力圏に関しては、2199年のデスラー政権崩壊、2205年のガミラス星消滅によって植民星の多くが独立してしまったほか、戦力もガルマン星防衛に充てるために残らず引き上げているため、事実上支配権を失っている。

### 民族（リメイクアニメ）
旧作同様、ガルマン人とガミラス人の混成。ただし、旧作ではガミラス人はデスラー率いる残存艦隊の生き残り程度で、大多数は解放されたガルマン人であったが、本作ではガミラスが旧作と同じタイミングでは滅んでおらず、（移民開始直後にデザリアムによるガミラス星破壊で全人口の7割が失われたものの）多数の民間人が移住。逆にガルマン人はボラー連邦の圧政によって人口を5000万人未満まで減らしているため、ガミラス人の方が多数派になっている。
旧作と同じくガミラス人とガルマン人は同祖だが、ガミラス人誕生の経緯は異なっており、ガルマン人が外宇宙に進出してガミラスを建国したのではなく、イスカンダルがガルマン人を自らの忠実な奴隷とするために連れ去り、ガミラスの名を与えたとされている。

### 軍事力（リメイクアニメ）
西暦2207年時点の軍備は旧ガミラス時代から引き継がれたものであり、各方面に配置されていた戦力を、ボラー連邦の侵攻に抗するためにガルマン星へと集結させたものとなっている。
しかし、全ての戦力がガルマン星に到達できたわけではなく、戦力的にはガミラス時代に及ばない。植民星の独立によって生産能力も大幅に低下しているため、新規艦艇の建造も厳選する必要があるという状態である。

### 主要人物（リメイクアニメ）
- アベルト・デスラー - 総統。
- ガデル・タラン
- ローレン・バレル - 在地球大使。
- キール・キーリング - 本星防衛遊撃艦隊 隊司令。
- ユーリ・ダゴン - 本星防衛遊撃艦隊 旗艦デウスーラIII世艦長。
- フォムト・バーガー - 空母ランベア艦長。
- ヴォルフ・フラーケン - 次元潜航艦ゼランダル艦長。
- ヤーブ・スケルジ - 次元潜航艦ゼランダル機関科副長。
- イリィ・ポジェット - 地球在住の民間人の少女。

### 所有メカ（リメイクアニメ）

#### 艦船（リメイクアニメ）
- 特一等航宙戦闘母艦 デウスーラIII世
- ハイゼラード級航宙戦艦
- デストリア級航宙重巡洋艦
- ケルカピア級航宙高速巡洋艦
- ガイペロン級多層式航宙母艦
- ゼランダル級攻撃型次元潜航艦

#### 航空機・宇宙艇（リメイクアニメ）
- 空間艦上攻撃機DMB87 スヌーカ

### 劇中での描写（リメイクアニメ）
前史
劇中から約半世紀前にボラー連邦の支配下になる。ボラーには資源惑星（人間も資源に含む）として搾取されており、あらゆる文化・宗教を徹底的に破壊する圧制を敷かれ、ガルマン人の人口もわずか4900万人にまで減ってしまっていた。
西暦2205年初頭にデスラー艦隊がこの星を発見し、密かにガルマン人指導者と接触したデスラーは、ボラー連邦による圧制の実態を把握すると民族独立を呼びかけた。ガミラスがボラーにガルマン星の譲渡を打診し、政治的な交渉が決裂した場合は武力をもって解放することを画策すると共に、その際にはガミラス人がガルマンの盾となると宣言したため、ガルマン人指導者たちはデスラーに望みを賭けることになる。
宇宙戦艦ヤマト2205
第1話でデスラーがガルマン星総督のボローズと会談し、ガルマン星の譲渡を申し入れるが、やはり交渉は決裂。デスラー艦隊がボラーの勢力を放逐し、ガルマン星はガミラスの保護下に置かれる。
その後、ガミラス星からの移民計画が本格化するが、周辺宙域一帯は未だボラーの勢力下にあり、予断を許さない状況が続いている。
ヤマトよ永遠に REBEL3199
西暦2206年にガルマン・ガミラスとして建国。前作から2年間ボラーからの反撃に遭い続けており、旧ガミラス時代の戦力をガルマン星へ結集して鉄壁の布陣を敷いているが、彼我の戦力差から苦戦を強いられている。
地球とは同盟関係をガミラス時代から引き継いでいるが、デザリアムが地球の「友好国」になったことをきっかけに、両国の関係は著しく悪化している。